# 上谷镇
上谷乡，是中华人民共和国河北省承德市承德县下辖的一个乡镇级行政单位。

## 行政区划
上谷乡下辖以下地区：
上谷村、榆树沟门村、西南庄村、中杖子村、梨树沟村、付家庄村、赵家院村、大良杖子村、佟家院村、新河村、大东沟村、西沟营村、娘娘庙村、马杖子村、大郭杖子村、煤窑山村、杨树沟门村、上院村、东房子村、付杖子村、闫杖子村、西坎村、赵家沟村和三合村。